# Zygodon theriotii
Zygodon theriotii är en bladmossart som beskrevs av Theodor Carl Karl Julius Herzog 1939. Zygodon theriotii ingår i släktet ärgmossor, och familjen Orthotrichaceae. Inga underarter finns listade i Catalogue of Life.